# Lista de freguesias dos Açores

Bandeira dos Açores.

Nos termos do Estatuto Político-Administrativo da Região Autónoma dos Açores, o território do arquipélago dos Açores, com excepção da ilha do Corvo, está dividido em concelhos e estes em freguesias.
Nos Açores existem 19 concelhos, com um total de 155 freguesias. São as seguintes as freguesias açorianas, ordenadas por ilha e concelho: